# Roberto III da Flandres
Roberto III da Flandres (1249 – 17 de setembro de 1322), também chamado Roberto de Béthune e com o cognome Leão da Flandres ("De Leeuw van Vlaanderen"), foi conde de Nevers entre 1273 e 1322 e conde da Flandres entre 1305 e 1322.

## História
Roberto foi o filho mais velho de Guido de Dampierre no seu primeiro casamento com Matilde de Béthune. O seu pai basicamente transferiu-lhe o reino da Flandres em novembro de 1299, durante a guerra com Filipe IV da França. Tanto o pai como o filho foram feitos reféns em maio de 1300, e Roberto só seria libertado em 1305.
Roberto de Béthune ganhou fama militar na Itália, onde combateu juntamente como sogro Carlos I da Sicília (1265–1268) contra os últimos Hohenstaufen, Manfredo e Conradino. Junto com o seu pai interveio em 1270 na Oitava Cruzada, liderada por Luís IX da França. Depois do regresso da Cruzada continuou a ser uma ajuda leal ao pai, tanto política como militarmente, na luta contra as tentativas do rei francês Filipe IV, o Belo para adicionar a Flandres às Terras da Coroa da França.
Guido de Dampierre rompeu todos os laços feudais com o rei francês em 20 de janeiro de 1297, principalmente por influência sua. Quando a resistência parecia desesperada, Roberto deixou que o tomassem prisioneiro, junto com seu pai e irmão Guilherme de Crèvecoeur, e foram levados ao rei francês em maio de 1300. Pouco antes disso tinha-se tornado no governante de facto da Flandres. Foi encerrado no castelo de Chinon. Contra a crença popular, e do romântico retrato que fez dele Hendrik Conscience na sua novela sobre estes acontecimentos (O leão da Flandres), não interveio na batalha de Courtrai.
Em julho de 1305, depois de o seu pai ter morrido em cativeiro, foi-lhe permitido voltar ao seu condado. A execução do Tratado de Athis-sur-Orge marcaria o governo do conde Roberto. No princípio conseguiu certo êxito em que tanto o campo como as cidades cumprissem os seus deveres. Porém, em abril de 1310 começou a resistir radicalmente aos franceses, com o apoio dos seus súbditos e da sua família. Tanto diplomática como militarmente conseguiu resistir ao rei francês. Quando foi para Lille em 1319 a milícia de Gant recusou cruzar o Leie com ele. Quando o seu neto Luís I de Nevers também o pressionou, Roberto abandonou a batalha e partiu para Paris em 1320 para restaurar os laços feudais com o rei francês.
Mesmo depois disso ampliaria o cumprimento do tratado de Athis-sur-Orge. Roberto morreu em 1322 e foi sucedido pelo seu neto Luís, conde de Nevers e Rethel.
Foi enterrado na Flandres, na Catedral de São Martinho de Ypres, tal como foi seu desejo explícito de ser sepultado em solo flamengo. Só se permitiu trasladar o seu corpo para a abadia de Flines (perto de Douai) quando Lille e Douai foram de novo integradas no condado da Flandres. A sua primeira mulher e o seu pai também foram sepultados nesta abadia.

## Família
Roberto casou duas vezes. A sua primeira mulher foi Branca (f. em 1269), filha de Carlos I da Sicília e Beatriz da Provença, em 1265. Tiveram um filho, Carlos, que morreu jovem.
A sua segunda mulher foi Iolanda II, condessa de Nevers (f. 11 de junho de 1280), filha de Otão, conde de Nevers, c. 1271. Tiveram cinco filhos:
1. Luís I (n. 1272, f. 24 de julho de 1322, Paris), conde de Nevers, casado em dezembro de 1290 com Joana, condessa de Rethel (f. depois de 12 de março de 1328). O seu filho foi Luís I da Flandres.
2. Roberto (f. 1331), conde de Marle, casado c. 1323 com Joana da Bretanha (1296-24 de março de 1363), senhora de Nogent-le-Rotrou, filha do duque Artur II da Bretanha. Os seus filhos foram João, senhor de Cassel (f. 1332) e Iolanda (1331–1395), casada com Henrique IV de Bar.
3. Juana (f. 15 de outubro de 1333), casada em 1288 com Enguerrando IV, senhor de Coucy (f. 1310), visconde de Meaux.[3]
4. Iolanda (f. 1313), casada até 1287 com Guálter II de Enghien (f. 1309).
5. Matilde, casada até 1314 com Mateus da Lorena (f. c. 1330), senhor de Warsberg.

## Honrarias
- Cavaleiro da Ordre du Navire, (concedida pelo soberano Luís IX da França para promover a cruzada no norte de África)